# 小行星9519
小行星9519（英語：9519）是一颗围绕太阳公转的小行星。1978年11月6日，埃莉諾·赫琳、舒爾特·巴斯在帕洛马山发现了此天体。
这颗小行星的绝对星等为328.7882471832108等。